# Heer Engine Company
Die Heer Engine Company war ein US-amerikanischer Hersteller von Verbrennungsmotoren und Traktoren. 1915 wurde das Unternehmen als Reliable Truck and Tractor Company reorganisiert. Zeitweilig produzierte es den einzigen Traktor mit Allradantrieb in den USA. Als Markennamen wurden Heer, Morton-Heer, Reliable, Reliable-Heer und Fair-Mor geführt.

## Unternehmensgeschichte
Das Unternehmen mit Sitz in Portsmouth (Ohio) ging 1910 aus der Ideal Manufacturing Company in Portsmouth hervor. Präsident der Gesellschaft war Chris Heer, Chefingenieur Oscar Ehrman. Ideal hatte einen stehenden Einzylindermotor und einen Zweizylinder-Boxermotor, beide offenbar für stationäre Anwendungen, hergestellt. Letzterer wurde von Heer in verschiedenen Größen weitergeführt. Heer-Motoren gab es von 10 bhp (7,5 kW) bis 40 bhp (29,8 kW) Leistung. Sie standen im Ruf, bei guter Qualität weniger zu wiegen als vergleichbare Konkurrenzprodukte. Ehrman experimentierte auch mit einem Einzylinder für den Kleinmotorenmarkt, doch ging dieser nicht in Serie. Ein vergleichsweise massiv gebauter Prototyp aus Ehrmans Nachlass ist erhalten.

## Traktor
Der einzige Traktor der Heer Engine Company wurde gemeinsam mit der Ohio Manufacturing Company oder der ihr wahrscheinlich zugeordneten Morton Tractor Company in Fremont (Ohio) entwickelt. Geplant war die Produktion in einem 1910 eingerichteten und 1911 registrierten Joint-Venture der beiden Unternehmen namens Morton-Heer Company in Portsmouth. Dazu kam es wohl nicht, der Traktor wurde ab 1912 bei der Heer Engine Company gebaut aber für kurze Zeit von allen dreien vermarktet. Verwendet wurden offenbar an die mobile Funktion angepasste Motoren aus dem Heer Engine-Programm.
1914 war der Traktor in drei Größen lieferbar, alle mit Allradantrieb: 16–24, 20–28 und 24–32, wobei die Bezeichnung üblicherweise angenähert ist an die jeweilige Leistung an der Deichsel resp. an der Zapfwelle.
Es gibt keinen bekannten Bezug zur Morton Truck and Tractor Company in Harrisburg (Pennsylvania) oder zur Morton Motor Plow Company in Columbus (Ohio).

## Reliable Truck and Tractor Company
1915 wurde das Unternehmen als Reliable Truck and Tractor Company in Portsmouth neu organisiert. Es bestand bis in die 1920er Jahre mit Heer und Ehrman in den früheren Positionen. Der neue Betrieb stellte weiterhin Boxermotoren her mit einer Leistung von 10 bhp (7,5 kW) bis 50 bhp (37,3 kW) und baute mit dem Reliable 10-20 einen konventionellen Traktor, der bis in die 1920er Jahre erhältlich blieb. Dieser Traktor hatte einen Zweizylinder-Boxermotor mit (gerundet) 6 × 7 Zoll Bohrung und Hub, was ca. 395 c.i. oder 6,5 Liter Hubraum ergibt. Er wog 3800 lb (ca. 1,7 Tonnen) und kostete ab US$ 985.-. Dieses Produkt wurde baugleich als Fair-Mor über die Handelskette Fairbanks, Morse and Company verkauft. Diese Produktion endete um 1921. Im Einachsschlepper Universal Motor Cultivator der Universal Tractor Manufacturing Company in Columbus (Ohio) wurden Reliable-Motoren verwendet. Dieses Unternehmen wurde wegen seiner Patente von Moline Plow übernommen.  Der Traktor wurde als Moline Universal Model A weiterproduziert; Weiterentwicklungen erhielten spätestens ab 1917 andere Motoren.
In Nutzfahrzeugkatalogen wird das Unternehmen nicht als LKW-Hersteller geführt, sodass Traktoren und Motoren wohl weiterhin die einzigen Produkte blieben.